# Edward Dajczak
Edward Dajczak (ur. 16 lutego 1949 w Świebodzinie) – polski duchowny rzymskokatolicki, rektor seminarium duchownego w Gościkowie-Paradyżu w latach 1990–1996, biskup pomocniczy zielonogórsko-gorzowski w latach 1990–2007 (do 1992 gorzowski), biskup diecezjalny koszalińsko-kołobrzeski w latach 2007–2023, od 2023 biskup senior diecezji koszalińsko-kołobrzeskiej.

## Życiorys
Urodził się 16 lutego 1949 w Świebodzinie jako jedno z trojga dzieci Michała i Zofii Dajczaków, brat polityka Władysława. Ukończył Technikum Elektromechaniczne w Gorzowie Wielkopolskim, uzyskując świadectwo dojrzałości. W latach 1969–1975 odbył studia filozoficzno-teologiczne w Wyższym Seminarium Duchownym w Gościkowie-Paradyżu. Święceń prezbiteratu udzielił mu 15 czerwca 1975 w katedrze Wniebowzięcia Najświętszej Maryi Panny w Gorzowie Wielkopolskim miejscowy biskup diecezjalny Wilhelm Pluta. Inkardynowany został do diecezji gorzowskiej. Studia kontynuował w Instytucie Teologii Apostolstwa Akademii Teologii Katolickiej, gdzie uzyskał licencjat z teologii na podstawie pracy Życie Boże w człowieku fundamentem apostolskiego działania w świetle wypowiedzi biskupa Wilhelma Pluty.
Pracował jako wikariusz w parafiach: św. Wojciecha w Kargowej (1975), Najświętszej Maryi Panny Matki Kościoła w Kostrzynie nad Odrą (1975–1978) i Najświętszego Zbawiciela w Zielonej Górze (1978–1985). W latach 1985–1988 był dyrektorem diecezjalnego duszpasterstwa charytatywnego w gorzowskiej kurii biskupiej. Równocześnie od 1986 do 1988 pełnił funkcję sekretarza biskupa diecezjalnego Józefa Michalika. W 1987 wszedł w skład rady kapłańskiej i rady konsultorów. W 1989 został członkiem Komisji Charytatywnej Episkopatu Polski.
W latach 1988–1990 był ojcem duchownym w Wyższym Seminarium Duchownym w Gościkowie-Paradyżu. W latach 1990–1996 sprawował urząd rektora tego seminarium, będąc jednocześnie przewodniczącym kolegium redakcyjnego „Studiów Paradyskich”. Prowadził wykłady z teologii pastoralnej i teologii modlitwy. Podjął wykłady z teologii duchowości na Papieskim Wydziale Teologicznym we Wrocławiu – Sekcja w Gorzowie Wielkopolskim i z teologii dogmatycznej w Diecezjalnym Studium nad Małżeństwem i Rodziną im. Bpa Wilhelma Pluty.
15 grudnia 1989 papież Jan Paweł II mianował go biskupem pomocniczym diecezji gorzowskiej ze stolicą tytularną Azura. Święcenia biskupie otrzymał 6 stycznia 1990 w bazylice św. Piotra w Rzymie. Głównym konsekratorem był Jan Paweł II, zaś współkonsekratorami arcybiskup Giovanni Battista Re, substytut ds. Ogólnych Sekretariatu Stanu, oraz arcybiskup Myrosław Marusyn, sekretarz Kongregacji ds. Kościołów Wschodnich. Jako dewizę biskupią przyjął słowa „Esse in Christo” (Być w Chrystusie). W diecezji objął urząd wikariusza generalnego, kierował wydziałem nauki katolickiej, zajmującej się m.in. formacją katechetów, a także należał do komisji ds. stałej formacji kapłanów i diecezjalnej komisji synodalnej, rady kapłańskiej oraz rady duszpasterskiej.
23 czerwca 2007 papież Benedykt XVI mianował go biskupem diecezjalnym diecezji koszalińsko-kołobrzeskiej. Diecezję objął kanonicznie 9 lipca 2007. 11 sierpnia 2007 odbył ingres do katedry w Koszalinie, a dzień później do konkatedry w Kołobrzegu. Ze względu na stan zdrowia, m.in. zaburzenia depresyjne po trzykrotnym przebyciu zakażenia koronawirusem SARS-CoV-2, złożył rezygnację ze sprawowanego urzędu, którą papież Franciszek przyjął 2 lutego 2023.
W ramach Konferencji Episkopatu Polski został wiceprzewodniczącym Komisji Charytatywnej, delegatem ds. Nauczycieli oraz ds. Duszpasterstwa Nauczycieli. Wszedł także w skład Komisji Duszpasterstwa, Komisji ds. Instytutów Życia Konsekrowanego i Stowarzyszeń Życia Apostolskiego, a także Rady ds. Duszpasterstwa Młodzieży. W 2007 i w 2012 został wybrany do Rady Stałej. Objął również funkcję członka Komisji Nadzorczej Krajowego Biura Organizacyjnego Światowych Dni Młodzieży. W 1999 rozpoczął współorganizowanie Przystanku Jezus – spotkań ewangelizacyjnych odbywających się podczas festiwalu rockowego Przystanek Woodstock. Zainicjował pielgrzymki nauczycieli na Jasną Górę pod nazwą Warsztaty w drodze.
Konsekrował biskupów pomocniczych koszalińsko-kołobrzeskich: Krzysztofa Zadarkę (2009) i Krzysztofa Włodarczyka (2016).

## Odznaczenia i wyróżnienia
W 2023 prezydent RP Andrzej Duda nadał mu Krzyż Komandorski Orderu Odrodzenia Polski.
W 2007 został odznaczony Odznaką Honorową za Zasługi dla Województwa Lubuskiego.